# Jorge Vidales
Jorge Vidales (Ciudad de México, 26 de junio de 1969). Compositor, pianista, tecladista, arreglista y director musical mexicano.
Obtuvo el grado de Licenciatura en Composición, en el año 2000, en la Escuela Nacional de Música (actualmente: "Facultad de Música") de la Universidad Nacional Autónoma de México, en el taller de composición de Federico Ibarra Groth. Durante sus estudios, fue además alumno de piano de Aurelio León Ptacnik, y de dirección de orquesta de Armando Zayas y José Areán. Tras completar su formación profesional en la UNAM, continuó sus estudios de composición como alumno de Mario Lavista y Gabriela Ortiz.
Forma parte de la generación de compositores mexicanos nacidos a finales de los años sesenta y principios de los setenta, cuya música se caracteriza por alejarse de las corrientes nacionalistas y vanguardistas de mediados del siglo XX. Su trabajo reúne elementos aparentemente opuestos, como la tradición tonal y el legado del "atonalismo", entretejiendo características de ambos que se funden además con influencias musicales del siglo XXI en estilo, lenguaje e identidad enteramente personales.
Su trayectoria lo ha hecho acreedor a diversas distinciones, incluyendo la Beca Jóvenes Creadores (1999-2000), otorgada por el Fondo Nacional para la Cultura y las Artes (FONCA). De 1999 a 2001, fue miembro de la Escuela de Música "Vida y Movimiento" (Ollin Yoliztli), en donde impartió las cátedras de Armonía y Contrapunto. Entre 2001 y 2005, fue miembro de la Escuela Superior de Música del Instituto Nacional de Bellas Artes (INBA), impartiendo la cátedra de Armonía y fungiendo como coordinador de área de dicha materia. Actualmente (2015), es miembro de la Facultad de Música (UNAM), en donde imparte cátedra en las materias de Composición y Orquestación.
Sus obras han sido interpretadas en las principales salas de concierto y festivales de México, incluyendo la sala "Manuel M. Ponce" del Palacio de Bellas Artes, el Foro Internacional de Música Nueva "Manuel Enríquez", el ciclo Camaríssima-Contempo en el Centro Nacional de las Artes (2011), el Festival Universitario de Composición, el Foro Cultural Chapultepec (2013), el Festival Universitario de las Humanidades y las Artes, el Festival Internacional de la Ciudad de México y las Jornadas Pianísticas en la Sala Nezahualcóyotl del Centro Cultural Universitario (UNAM).
Internacionalmente, su obra ha sido ejecutada y grabada en Italia, Estados Unidos, Canadá, Inglaterra, Francia, Grecia, Australia, Brasil, Argentina y El Salvador, y ha sido galardonado en cuatro concursos internacionales de composición realizados en los Estados Unidos y en Europa.
Aunado a su trabajo como compositor, ha desarrollado una extensa trayectoria en el área del teatro musical como pianista, director musical y arreglista, y ha contribuido como autor a diversas revistas arbitradas como Pauta. Cuadernos de teoría y crítica musical, principalmente sobre temas relacionados con teoría musical y estética.
Su catálogo de composiciones, comprende obras para instrumentos solistas, música de cámara, música vocal, música coral, música orquestal, música para obras escénicas, música para teatro y música para cine.

## Catálogo de composiciones

### Instrumentos solistas
| Título                         | Año       | Instrumentación | Duración |
| ------------------------------ | --------- | --------------- | -------- |
| Estudios interválicos          | 1997      | Piano solo      | 12’ ca.  |
| Tres caprichos                 | 1999-2002 | Violín solo     | 14’ ca.  |
| Invocación                     | 2000      | Piano preparado | 3’ ca.   |
| Tres estudios sobre el teclado | 2000      | Piano solo      | 15’ ca.  |
| Time-clouds                    | 2009-2010 | Vibráfono solo  | 7’ ca.   |
| 12 Preludios para piano        | 2015      | Piano solo      | 29’ ca.  |

### Música de cámara
| Título                                                  | Año       | Instrumentación                                                           | Duración     |
| ------------------------------------------------------- | --------- | ------------------------------------------------------------------------- | ------------ |
| Suite                                                   | 1995      | Oboe y piano                                                              | 17’ ca.      |
| Quinteto de alientos                                    | 1996      | Quinteto de alientos                                                      | 9’ 30’’ ca.  |
| Llamado                                                 | 1996      | Corno y piano                                                             | 3’ 30’’ ca.  |
| Sonata clásica                                          | 1996-1997 | Piano a cuatro manos                                                      | 10’ ca.      |
| Invocación                                              | 2003      | Vibráfono y piano                                                         | 12’ 40’’ ca. |
| Poema                                                   | 2004      | Violonchelo y piano                                                       | 9’ ca.       |
| Trigrama                                                | 2005      | Ensamble mixto: flauta, vibráfono y marimba                               | 11’ ca.      |
| Simon variations                                        | 2005-2007 | Cuarteto de cuerdas                                                       | 24’ ca.      |
| Cuarteto de guitarras no. 1                             | 2007      | Guitarras                                                                 | 10’ 30’’ ca. |
| Cuarteto de guitarras no. 2 “De otoño”                  | 2007      | Guitarras                                                                 | 14’ 40’’ ca. |
| War and deploration                                     | 2007-2008 | Septeto de metales: 2 trompetas, 2 cornos, 2 trombones y tuba             | 14’ 50’’ ca. |
| Cuarteto de cuerdas no. 1 “Los laberintos del tiempo”   | 2009-2010 | Cuarteto de cuerdas                                                       | 18’ ca.      |
| Las tres hilanderas - Miniatura para ensamble de cámara | 2010      | Ensamble mixto: flauta, clarinete, violín, violonchelo, piano y percusión | 3’ ca.       |
| Sonata para violín y piano                              | 2012      | Violín y piano                                                            | 21’ ca.      |

### Música vocal
| Título                                               | Año       | Descripción                                                                        | Duración    |
| ---------------------------------------------------- | --------- | ---------------------------------------------------------------------------------- | ----------- |
| Requiescat                                           | 1998      | Soprano y arpa (Texto en inglés de Oscar Wilde)                                    | 4’ ca.      |
| Agua - Cuatro poemas de Gabriel Zaid                 | 1998      | Soprano y piano (Textos de Gabriel Zaid)                                           | 11’ ca.     |
| Agua - Cuatro poemas de Gabriel Zaid                 | 2007      | Versión para soprano y orquesta de cámara (Textos de Gabriel Zaid)                 | 11’ ca.     |
| Four Bashō Haiku                                     | 2008      | Soprano y vibráfono (Textos de Matsuo Bashō, traducción al inglés por Robert Haas) | 8’ 20’’ ca. |
| Cantos de amor y desolación                          | 2009-2010 | Soprano, flauta y piano (Textos de poetas antiguos varios; traducción al español)  | 15’ ca.     |
| Songs out of sorrow - Four poems of Sara Teasdale    | 2010      | Mezzo-soprano y piano (Textos en inglés de Sara Teasdale)                          | 11’ ca.     |
| Songs of experience - Five songs of William Blake    | 2011      | Soprano, clarinete y violín (Textos en inglés de William Blake)                    | 15’ ca.     |
| Lacrimosa                                            | 2012      | Soprano, mezzo-soprano y flauta de pico bajo (Texto tradicional en latín)          | 4’ 20’’ ca. |
| Descubrimientos - Tres poemas de Hugo Gutiérrez Vega | 2014      | Barítono y piano (Textos de Hugo Gutiérrez Vega)                                   | 14’ ca.     |

### Música coral
| Título                   | Año  | Descripción                                           | Duración    |
| ------------------------ | ---- | ----------------------------------------------------- | ----------- |
| Dos villancicos arcaicos | 1999 | Coro mixto a Capella (Textos de Lope de Vega)         | 6’ 40’’ ca. |
| Agnus Dei                | 2009 | Coro femenino a Capella (Texto tradicional en latín)  | 4’ ca.      |
| Three antique carols     | 2009 | Coro mixto a Capella (Textos tradicionales en inglés) | 8’ ca.      |

### Música orquestal
| Título               | Año       | Instrumentación | Duración |
| -------------------- | --------- | --------------- | -------- |
| Hyperion             | 1998-2000 | Gran orquesta   | 11’ ca.  |
| Guerra y deploración | 2010      | Gran orquesta   | 16’ ca.  |

### Música para obras escénicas
- La cruzada de los niños (2013-2014) - Cantata dramática para tenor, barítono, bajo, narrador, coro de niños y ensamble instrumental. Texto en español y latín, adaptado a partir de textos de Marcel Schwob y George Zabriskie Gray (75’ ca).

### Música para teatro
- Música incidental original para la obra de teatro Suicide and Sex Corp. (Escrita y dirigida por Bárbara Riquelme).

### Música para cine
- Música original para el cortometraje de animación Tlacuache de Maguey (Dirigido por Miguel Anaya).